# Chaetodus sagittarius
Chaetodus sagittarius är en skalbaggsart som beskrevs av Federico Ocampo 2006. Chaetodus sagittarius ingår i släktet Chaetodus och familjen Hybosoridae. Inga underarter finns listade i Catalogue of Life.